# Johann Hermann Schein

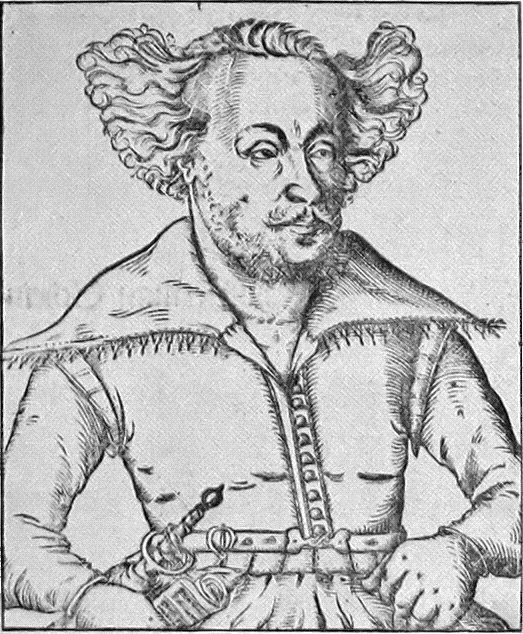

Johann Hermann Schein (n. 20 ianuarie 1586, Grünhain - d. 19 noiembrie 1630, Leipzig) a fost un poet german și un important compozitor din perioada barocă. Începând din 1616 și până la moartea lui a fost cantor la biserica Sf. Toma din Leipzig, funcție care îi va reveni un secol mai târziu lui Johann Sebastian Bach. Schein a fost unul dintre primii compozitori germani care au preluat inovațiile stilistice ale compozitorilor italieni din epocă.
Alături de Samuel Scheidt și Heinrich Schütz, lucrările de popularizare a muzicii îl pomenesc pe Schein ca unul dintre cei „trei mari Sch (Ș)” (în analogie cu „cei trei mari B” din istoria muzicii (Johann Sebastian Bach, Ludwig van Beethoven, Johannes Brahms).

## Biografie
După moartea tatălui său, pastorul evanghelic Hieronymus Schein, pe când avea numai șapte ani, se mută împreună cu mama lui la Dresda. Aici face parte din corul capelei principelui elector, condus de Rogier Michael, primul care remarcă talentul muzical deosebit al tânărului. Între 1603 și 1607 studiază la Pforta, o școală a principelui saxon de lângă Naumburg. Între 1608 și 1612, Schein face studii de drept la Universitatea din Leipzig. După terminarea studiilor devine preceptor și profesor de muzică la castelul lui Gottfried von Wolffersdorf din Weißenfels, unde, printre alții, îl cunoaște și pe Heinrich Schütz. În 1615 ocupă postul de capelmaistru la Weimar, pentru ca un an mai târziu să îi urmeze lui Sethus Calvisius în funcția de cantor la Sf. Toma și director musices la Leipzig. 
Prima lui soție, Sidonia, cu care se căsătorise la Weimar, moare în anul 1625, ca urmare a unor complicații la naștere. Schein se recăsătorește cu Elisabeth von der Perre, fiica pictorului Johann von der Perre. Nici unul dintre cei cinci copii născuți din această căsnicie nu a supraviețuit copilăriei.
Având încă din tinerețe o sănătate șubredă, moare la vârsta de 44 de ani. Suferea, printre altele, de tuberculoză, gută și dereglarea funcțiilor renale.

## Lucrări
Culegerea de muzică laică vocală și instrumentală Venus Kräntzlein, apărută în 1609 la Wittenberg, pare determinantă pentru direcția pe care creația lui muzicală o va lua. În compozițiile sale religioase, Schein se apropie de tendințele de dramatizare din lucrările italiene cu caracter sacru , descoperite de el în culegerea lui Lodovico da Viadana 100 sacri concentus, tipărită în 1615 la Frankfurt pe Main. Culegerea sa de «concerte sacre» Opella nova 1. Geistliche Concerten (Leipzig, 1618) se numără printre primele exemplificări ale cantatei, gen care i se va substitui în secolul al XVII-lea madrigalului și motetului polifonic. O altă importantă culegere de muzică cu caracter religios este și culegerea de madrigaluri spirituale la cinci voci cu bas continuu Fontana d'Israel, Israels Brünnlein (Leipzig, 1623). 
Din lucrările sale instrumentale s-a păstrat o culegere de suite pentru cinci instrumente destinată petrecerilor studențești de la Leipzig, Banchetto Musicale (Leipzig, 1617), compuse dintr-o pavană, o galiardă, o curantă și o alemandă. 